# 14024 Procol Harum
14024 Procol Harum eller 1994 RZ är en asteroid i huvudbältet som upptäcktes den 9 september 1994 av de båda italienska astronomerna Pierangelo Ghezzi och Piero Sicoli vid Sormano-observatoriet. Den är uppkallad efter den brittiska musikgruppen Procol Harum.
Asteroiden har en diameter på ungefär 4 kilometer.